# 苯硼酸
苯硼酸（化学式：PhB(OH)2）是一种有机硼酸，由硼酸中的一个羟基为苯基所替换而得到。

## 性质
白色斜方晶体，在水和苯等溶剂中溶解度不大，易溶于乙醚和甲醇。分子为平面型，理想的分子对称性为C2v。硼原子为 sp2 杂化，含有一个空的p轨道。两分子苯基硼酸通过分子间氢键形成缔合二聚体。
暴露在空气中或者在加热条件下，容易脱水，形成三分子的聚合物。

## 制备
该试剂已商品化，各大试剂公司均有售。 实验室可通过苯基格氏试剂（如苯基溴化镁）与硼酸三酯（如硼酸三甲酯）反应来制备。
{\displaystyle {\rm {\ PhMgBr+B(OMe)_{3}\rightarrow PhB(OMe)_{2}+MeOMgBr}}}
{\displaystyle {\rm {\ PhB(OMe)_{2}+H_{2}O\rightarrow PhB(OH)_{2}+MeOH}}}

## 应用
用作有机合成试剂。用途有：
- Suzuki反应中的试剂。[4]
- 可与二醇或二胺形成环状的硼酸酯。顺式与反式环状二醇与苯基硼酸形成比例不同的硼酸酯，此性质可用于顺式和反式二醇的分离。
- 用作二醇或二胺的保护基。苯基硼酸很容易与这两者发生反应，而且极易离去。该保护基在羟基的酯化、甲基化和硅醚化等反应中都比较稳定。